# Église Saint-Côme-et-Saint-Damien d'Azanja
Pour les articles homonymes, voir Église Saint-Côme-et-Saint-Damien.
L'église Saint-Côme-et-Saint-Damien d'Azanja (en serbe cyrillique : Црква Светих бесребреника Кузмана и Дамјана у Азањи ; en serbe latin : Crkva Svetih besrebrenika Kuzmana i Damjana u Azanji) est une église orthodoxe serbe située à Azanja, dans le district de Podunavlje et dans la municipalité de Smederevska Palanka en Serbie. Elle est inscrite sur la liste des monuments culturels protégés de la république de Serbie (identifiant no SK 1731).

## Présentation
L'église a été construite entre 1884 et 1889 dans l'esprit de l'architecture classique avec des éléments romantiques.
Elle est constituée d'une nef unique précédée d'un narthex ; de part et d'autre de l'autel se trouvent deux absides rectangulaires qui font saillie sur les façades nord et sud. Un clocher élancé domine la façade occidentale. Horizontalement, les façades sont rythmées par des cordons moulurés dont un court juste en-dessous de la corniche du toit ; verticalement, elles sont rythmées par des pilastres qui reflètent la partition intérieure de la nef. D'autres détails contribuent à la décoration extérieure comme des oculi aveugles et des frontons surmontant les portails d'entrée.
À l'intérieur se trouvent des fresques peintes par un maître inconnu ; les icônes de l'iconostase, qui datent de la fin du XIXe siècle, sont l'œuvre de Nastas Tomić, un artiste de Kruševac. L'église abrite des icônes précieuses ainsi que des livres et des objets liturgiques.